# Jean-Christophe Sarnin
Jean-Christophe Sarnin (Lyon, Francia, 2 de abril de 1976) es un nadador francés retirado especializado en pruebas de estilo braza larga distancia, donde consiguió ser subcampeón mundial en 1998 en los 200 metros estilo braza.

## Carrera deportiva
En el Campeonato Mundial de Natación de 1998 celebrado en Perth (Australia), ganó la medalla de plata en los 200 metros estilo braza, con un tiempo de 2:13.42 segundos, tras el estadounidense Kurt Grote (oro con 2:13.40 segundos) y por delante del húngaro Norbert Rózsa (bronce con 2:13.59 segundos).